# André Richard (jésuite)
Pour les articles homonymes, voir André Richard et Richard.
André Richard (-1696) est un jésuite canadien qui fut le premier à décrire le pays des Naskapi.
Présent à Québec dès l'année 1635 il se rendit l'année suivante à la résidence de Sainte-Anne du Cap-Breton, avec le père d'Endemare, et, en 1643, il fit la mission de l'île de Miscou, avec le père de Lyonne. Il étudia avec beaucoup de zèle et de succès la langue des Naskapis, et il leur témoigna tant de bonne volonté, qu'ils le prirent en affection. 
Dans le port de Nipisiguit, il jeta les fondements d'une habitation pour prêcher l'évangile aux Naskapis. Les relations de 1646 font le récit d'un grand danger que courut ce père. Le premier jour de mai, y est-il dit, le père André Richard était parti de Nipisiguit, dans une chaloupe, accompagné de deux français et d'une famille Naskapi. Le beau temps et le prompt départ des glaces avaient fait croire que la côte serait libre, comme en effet il trouva jusqu'à l'entrée du havre de Miscou, qu'il vit fermée d'un grand banc de glaces. 
De retourner, il n'y avait pas moyen ; la violence du vent de nord-ouest arrêtait la chaloupe et l'entourait d'une infinité de glaces, contre lesquelles il fallait continuellement combattre. La nuit survint, là-dessus un danger évident de perdre la vie. Un des sauvages qui n'était pas encore baptisé, quoique suffisamment instruit, demanda le baptême ; le père le lui accorda ; puis tous d'un commun consentement ont recours à Dieu par l'entremise de Notre-Dame, à laquelle ils font vœu de jeûner et communier en son honneur, s'ils échappent à ce danger. 
Joseph Nepsuget reprend la-dessus courage, allège la chaloupe, jette quelques barils de vivres sur les glaçons flottants, et, sautant sur les glaces, fait des pesées avec le mât, sous la chaloupe ; le vent s'augmente et presse si bien les glaces qu'elles semblent assez sûres pour se sauver à terre ; ils y confient leurs vies, laissant le reste à l'abandon ; puis, à la faveur de la lune et de leurs avirons, qui parfois leur servent de pont, ils cheminent environ une lieue, et arrivent à la pointe du jour, à l'île de Miscou pour y remercier Dieu et sa très-sainte mère de la faveur reçue. 
Le père Richard fit, en 1657, une mission à Sainte-Anne-de-Beaupré. Il laissa ses missions du golfe en 1662, pour passer en France, où il conduisit un enfant autochtone qu'il avait arraché à la cruauté des Gaspésiens. De retour au Canada en 1669, il se rendit à la résidence des Trois-Rivières, dont il devint supérieur en 1674. Il décéda le 15 décembre 1696.